# Kapelle Roggentin

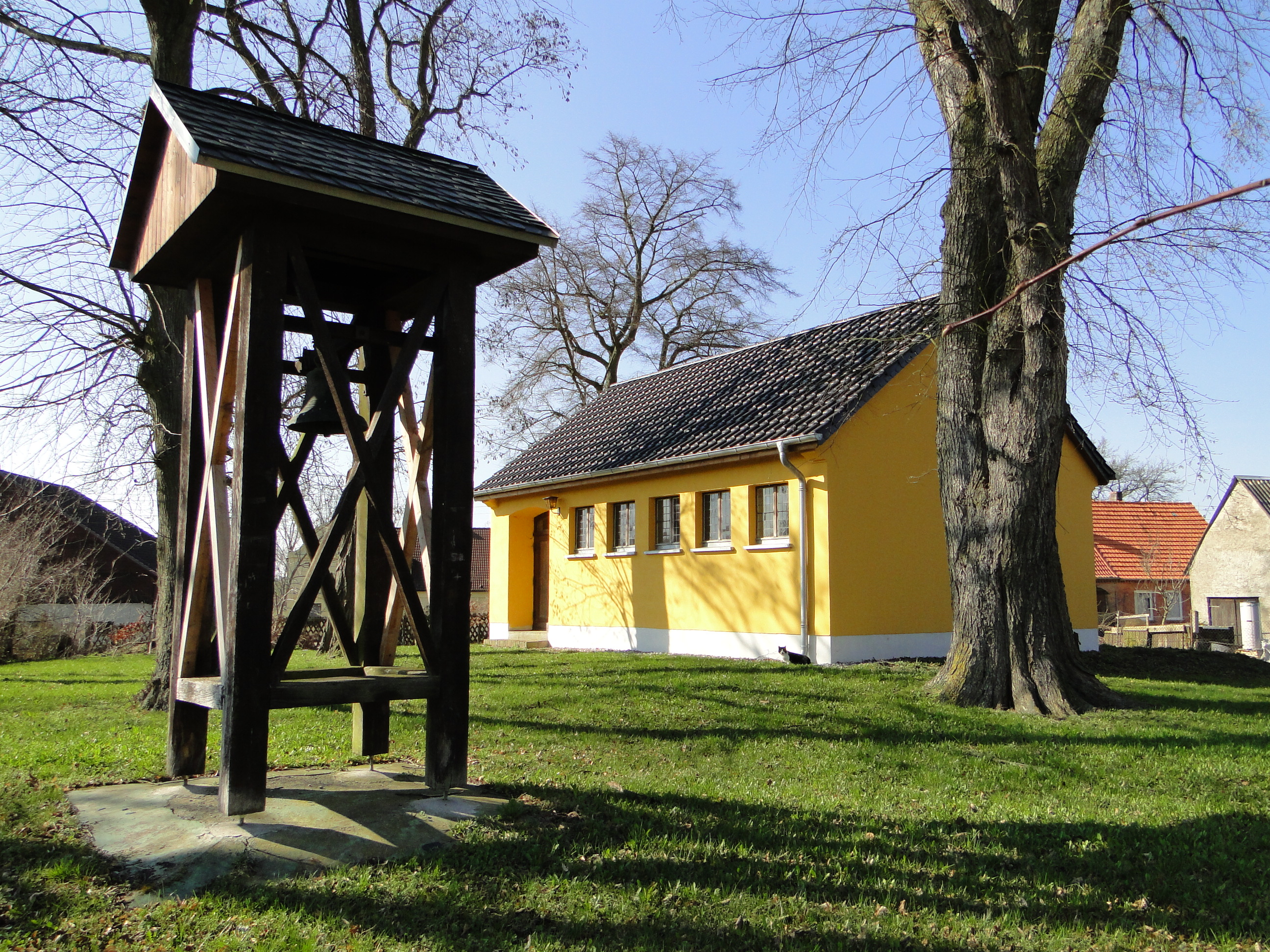
Kapelle Roggentin

Die evangelische Kapelle Roggentin ist ein Kirchengebäude in Roggentin, einem Ortsteil von Mirow im Landkreis Mecklenburgische Seenplatte (Mecklenburg-Vorpommern).

## Baugeschichte
Die moderne und schlichte Kapelle Roggentin wurde in den 1960er Jahren als Nachfolger einer Fachwerkkirche erbaut. An der Vorderseite befinden sich fünf zweiflüglige Fenster, die aus vier mal fünf Scheiben bestehen, die durch Stege verbunden sind. Durch Vandalismus sind sie teilweise beschädigt.
In den 2010er Jahren wurde die Kapelle neu verputzt und gedämmt. Mittels Nachtspeicheröfen ist sie beheizbar.

## Ausstattung
Die schlichte Ausstattung stammt aus dem 20. Jahrhundert bis auf das Harmonium, das aus der Vorgängerkirche stammen soll. Die Altarschranken der Vorgängerkirche befinden sich in der Kirche Schillersdorf.
Als Altar fungiert ein einfacher Tisch mit zwei Kerzenständern und einem Metallkreuz, links daneben steht ein einfaches Pult, rechts ein Taufständer. Die Kirche hat vor dem Gebetsraum eine kleine Sakristei.
Von der Vorgängerkirche sind Glasscheiben aus dem Ende des 17. Jahrhunderts erhalten geblieben, die aber nicht mehr vor Ort vorhanden sind. Sie stehen unter Denkmalschutz.

## Gemeinde

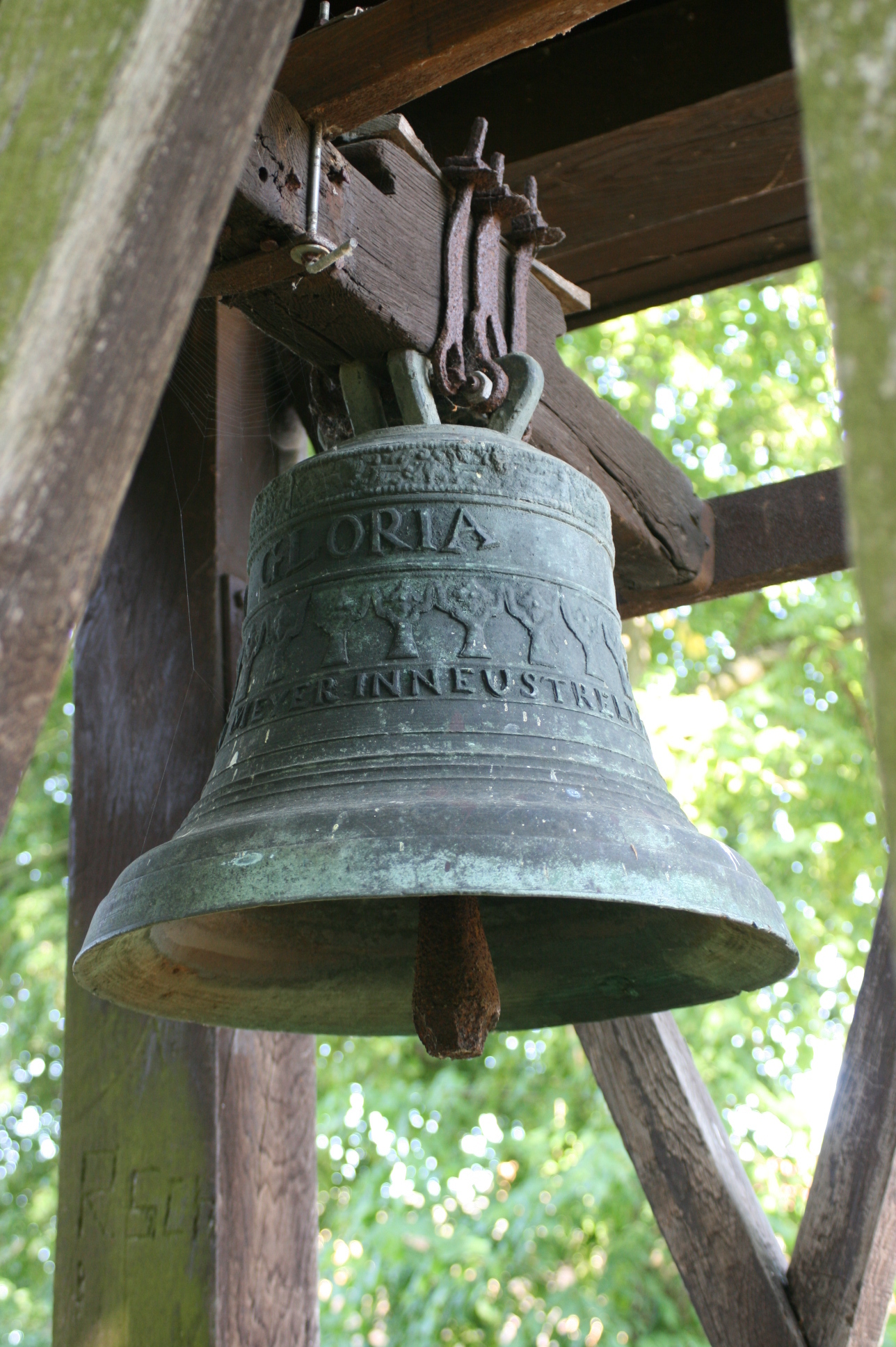
Glocke im Glockenstuhl

Seit 2010 gehört die Kapelle zur evangelisch-lutherischen Kirchengemeinde Wesenberg.
Gottesdienste finden in der Kapelle sehr selten statt.

## Glockenstuhl
Vor der Kapelle steht ein Glockenstuhl mit einer reich verzierten denkmalgeschützten Bronzeglocke, die 1789 von Johann Christoph Meyer in Neustrelitz gegossen wurde. Sie trägt die Inschrift:
SOLI DEO GLORIA – JOHANN CHRISTOPH MEYER IN NEUSTRELITZ – 1789.

## Weblink
- http://www.heimat-mecklenburgische-seenplatte.de/kirchen/reg-ntz/k-roggentin-mst/kirche_roggentin.htm